# Flagey-Echézeaux
Flagey-Echézeaux ist eine französische Gemeinde mit 494 Einwohnern (Stand 1. Januar 2022) im Département Côte-d’Or in der Region Bourgogne-Franche-Comté.  Sie gehört zum Kanton Nuits-Saint-Georges und zum Arrondissement Beaune.
Nachbargemeinden sind Nuits-Saint-Georges im Nordwesten, Chambolle-Musigny im Norden, Vougeot im Nordosten, Gilly-lès-Cîteaux und Saint-Bernard im Osten, Villebichot im Südosten, Boncourt-le-Bois im Süden und Vosne-Romanée.

## Bevölkerungsentwicklung
| Jahr                       | 1962 | 1968 | 1975 | 1982 | 1990 | 1999 | 2008 | 2016 |
| -------------------------- | ---- | ---- | ---- | ---- | ---- | ---- | ---- | ---- |
| Einwohner                  | 261  | 236  | 320  | 430  | 448  | 494  | 502  | 464  |
| Quellen: Cassini und INSEE |      |      |      |      |      |      |      |      |

## Weinbau
Die Reben in Flagey-Echézeaux liegen im Weinbaugebiet Bourgogne. Einige Lagen dürfen die Grand-Cru-Bezeichnung Grand Échezeaux führen.